# Игор Бенчина
Игор Бенчина (Земун, 1980) српски је позоришни, телевизијски и филмски глумац.

## Биографија
Игор Бенчина рођен је 1980. године у Земуну, као најстарије дете у породици. Његов брат је Петар Бенчина, док им је рођена тетка, Бранка Пујић, такође глумица. Уз млађег брата Петра, Игор Бенчина има још две рођене сестре. Глуму је дипломирао на Академији уметности београдског Алфа универзитета, у класи професора Небојше Дугалића, 2010. године. Претходно је играо у неколико телевизијских серија, док је 2015. остварио улогу у пројекту Последњи пантери, који је, поред Србије, сниман у Енглеској и Француској. Значајнији пораст популарности стекао је током 2018. и 2019, улогама у серијама Жигосани у рекету, Жмурке, Пет, односно Група, где је добио главни лик у глумачкој подели, полицијског инспектора Гагу. Серија представља наставак пилот епизоде серије Одељење, реализоване 2014. године.

## Улоге

### Филмографија
| Год.       | Назив                    | Улога                  |
| ---------- | ------------------------ | ---------------------- |
| 2000-е     |                          |                        |
| 2004.      | Кад порастем бићу кенгур | Расветљивач            |
| 2004—2005. | Јелена                   | Ђорђе Јанић „Ђани“     |
| 2006.      | Караула                  | Владика                |
| 2007.      | Заборављени умови Србије |                        |
| 2007.      | Миле против транзиције   |                        |
| 2010-е     |                          |                        |
| 2010.      | Шишање                   | Млади полицајац        |
| 2014.      | Одељење                  | Инспектор Драган Ђукић |
| 2015.      | Последњи пантери         | Златко Младић          |
| 2016.      | Соба смрти               | Рашко                  |
| 2017.      | Никог нема               | Дуле                   |
| 2017.      | Камен у руци             | Младен                 |
| 2018.      | Терет                    |                        |
| 2018.      | Компромис                | Горан                  |
| 2018—2019. | Жигосани у рекету        | Гавра                  |
| 2019.      | Шавови                   | Начелник полиције      |
| 2019.      | Жмурке                   | Адамов отац            |
| 2019.      | Пет                      | Мали                   |
| 2019.      | Последња слика о оцу     | Душан                  |
| 2019.      | Група                    | Гага                   |
| 2020-е     |                          |                        |
| 2020.      | Име народа               |                        |
| 2022.      | Златни дечко             | Маки                   |
| 2023.      | Дјеца                    | Данило                 |
| 2023.      | Видеотека                | Мануел                 |
| 2024.      | Воља синовљева           | Јован                  |

### Позоришне представе
| Представа            | Улога          | Текст              | Драматургија /адаптација/ | Режија           | Позориште                          | Премијера          |
| -------------------- | -------------- | ------------------ | ------------------------- | ---------------- | ---------------------------------- | ------------------ |
| Мала трилогија смрти |                | Елфриде Јелинек    | Ивана Димић               | Небојша Брадић   | Београдско драмско позориште       | 25. август 2005.   |
| Дон Кихот            |                | Мигел де Сервантес | Михаил Булгаков           | Драган Јовановић | Опера и театар Мадленијанум        | 28. децембар 2005. |
| Омер-паша Латас      | Богдан Зимоњић | Иво Андрић         | Љиљана Зрнзевић           | Небојша Дугалић  | Народно позориште Републике Српске | 20. октобар 2007.  |